# Academia de Arte de Japón
La Academia de Arte de Japón (日本芸術院, nihon geijutsu-in?) es la organización artística oficial de mayor rango en Japón. Se establece como órgano extraordinario de la Agencia Japonesa de Asuntos Culturales en el artículo trigésimo primero de la ley que crea el Ministerio de Educación, Cultura, Deportes, Ciencia y Tecnología. La Academia discute temas relacionados con el arte, asesora a la ministra de Educación, Cultura, Deportes, Ciencia y Tecnología sobre los mismos y promueve las artes en tres categorías: bellas artes, artes literarias, y música, drama y danza. Está estrechamente relacionada con la Exposición anual de la Academia de Arte (Nitten), la principal exposición de arte en Japón; la Academia de Arte de Japón originalmente dirigía Nitten, pero desde 1958 la exposición está a cargo de una institución privada independiente. La sede de la Academia de Arte de Japón se encuentra en el Parque Ueno, en Tokio.
La Academia de Arte de Japón no debe confundirse con el Instituto de Arte de Japón, que es una organización completamente diferente.

## Historia
La Academia de Arte fue fundada en 1907 como el Comité de Evaluación de Arte (美術 審査 委員会, bijutsu shinsa iinkai?) del Ministerio de Educación. Estaba destinado a proporcionar estándares de calidad y un lugar para exposiciones de arte a finales de la era Meiji en Japón. La primera de las exposiciones anuales de la organización, llamada Bunten, se llevó a cabo en 1907. En 1919, la Academia Imperial de Bellas Artes (帝国美術院, teikoku bijutsu-in?) fue establecida por decreto imperial, dirigida por primera vez por Mori Ōgai. Tras la creación de la Academia Imperial de Bellas Artes, el Comité de Evaluación de Arte se suspendió y fue incorporado a la nueva organización, pasando la exposición Bunten a llamarse Teiten.
Después de que se realizaran una serie de cambios estructurales en la organización en respuesta a las críticas sobre su relevancia y política, finalmente se reorganizó en la Academia Imperial de Arte (帝国芸術院, teikoku geijutsu-in?) en 1937, y la exposición anual pasó a llamarse Shinbunten. Después del final de la Segunda Guerra Mundial, la disolución del Imperio japonés y el comienzo de la ocupación estadounidense de Japón, en 1947 la Academia Imperial de Arte se reestructuró con su nombre actual: la Academia de Arte de Japón. Su exposición anual pasó a denominarse "Exposición de Artes de Japón" (日本美術展覧会, nihon bijutsu tenran-kai?) a partir de las ediciones de 1946 (en primavera y en otoño, para compensar la falta de una exposición en 1945), abreviada como Nitten (日展?).
En 1958, hubo una nueva reorganización mediante la cual la Academia se convirtió en un organismo exclusivamente académico y consultivo, y la organización de la exposición anual de Nitten estuvo a cargo de una empresa privada independiente, la Asociación Incorporada de Nitten (社団法人日展, shadanhōjin nitten?).

## Miembros
La Academia de Arte de Japón depende del Ministerio de Educación, Cultura, Deportes, Ciencia y Tecnología. Se compone de un máximo de 120 miembros, que son nombrados de manera vitalicia.
La membresía se divide en las siguientes secciones:
Bellas Artes (primera sección)
1. Nihonga
2. Yōga
3. Escultura
4. Artesanía
5. Caligrafía (Shodō)
6. Arquitectura

Artes literarias (segunda sección)
1. Novelas / literatura en prosa.
2. Poesía
3. Ensayos / traducción

Música, Teatro y Danza (tercera sección)
1. Nōgaku
2. Kabuki
3. Bunraku
4. Música japonesa
5. Música occidental
6. Danza (incluye japonesa y occidental)
7. Teatro (incluye el de títeres y el cine)

## Lista de dirigentes
- Mori Ōgai (1919–1922)
- Kuroda Seiki (1922–1924)
- Ryōjirō Fukuhara (福原鐐二郎?) (1924–1931)
- Naohiko Masaki (正木直彦?) (1931–1935)
- Tōru Shimizu (清水澄?) (1937–1947)
- Seiichirō Takahashi (高橋誠一郎?) (1948–1979)
- Jirō Arimitsu (有光次郎?) (1979–1990)
- Tadashi Inumaru (犬丸直?) (1990–2004)
- Shumon Miura (2004–2014)
- Kuroi Senji (2014–2020)
- Shūji Takashina (高階秀爾?) (2020–2024)

## Nitten
La Exposición de Artes de Japón (日本 美術 展覧会, nihon bijutsu tenran-kai?), más conocida por su forma abreviada Nitten (日展?), afirma ser la exposición de arte combinada más grande de su tipo en el mundo, atrayendo a una gran cantidad de seguidores y críticos de arte. La exposición consta de cinco categorías de arte: Nihonga y pintura de estilo occidental, escultura, artesanía y caligrafía. Durante cada exposición, las obras de los grandes maestros se muestran junto con las obras de los nuevos pero talentosos artistas.
Durante noventa y nueve años, la exposición (con sus diversos nombres) se llevó a cabo en el Museo de arte metropolitano de Tokio (東京 都 美術館, tōkyō-to bijutsukan?) en Ueno, pero a partir del centésimo año, en 2007, el lugar de exposición se cambió al Centro Nacional de Arte de Tokio (国立新美術館, kokuritsu shin-bijutsukan?) en Roppongi.
La Exposición de Artes de Japón decidió no otorgar ninguno de los premios principales en ninguna de las cinco categorías para 2013, después de que se revelara una evaluación fraudulenta en la sección de caligrafía de la exhibición de 2009. Era la primera vez desde 1958, cuando la organización se convirtió en una corporación sin fines de lucro, que ninguno de los premios fue entregado.